# Torbera alta

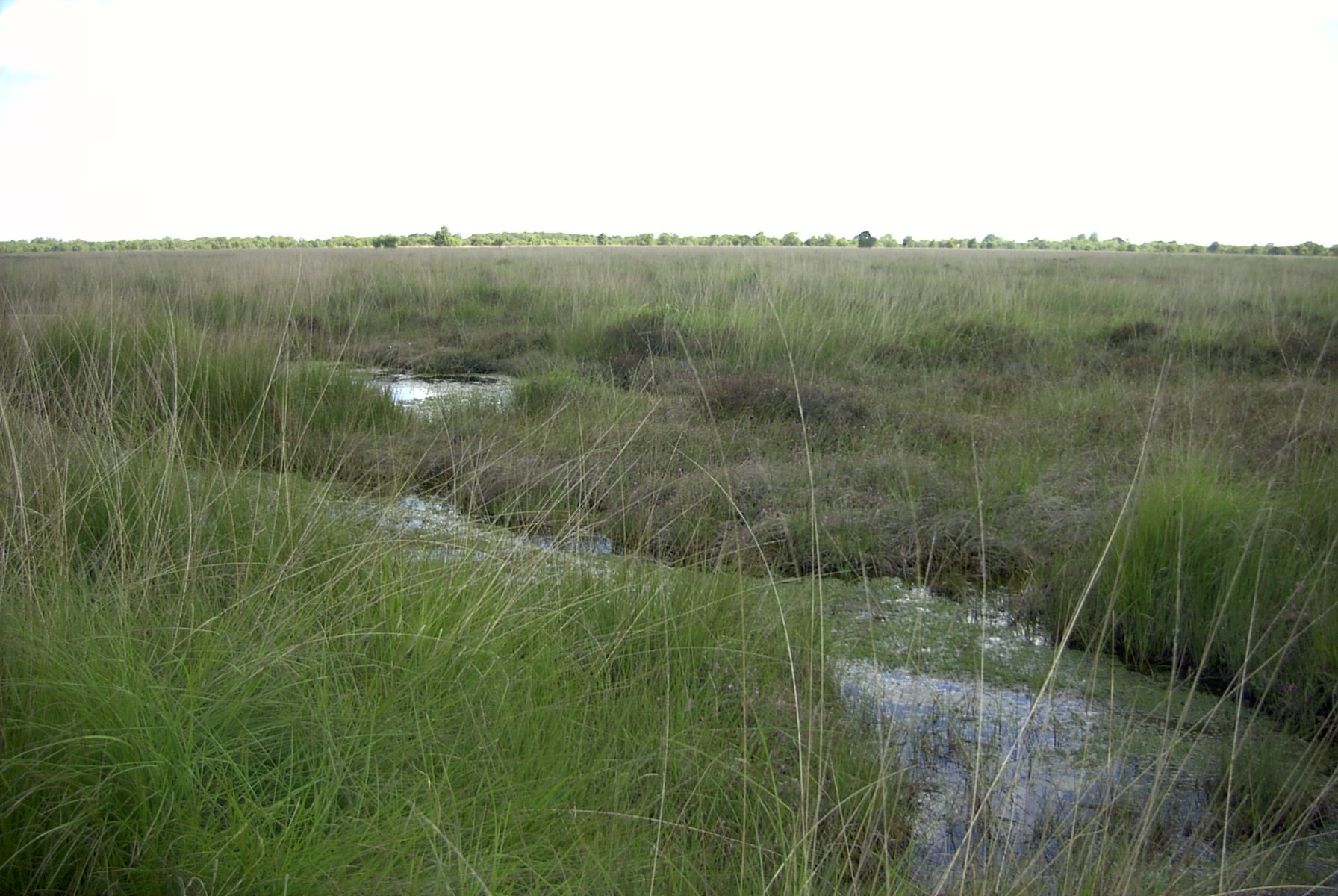
Vista d'una torbera baixa a la Reserva Natural del llac Ewiges, a Frísia Oriental, Baixa Saxònia, Alemanya.

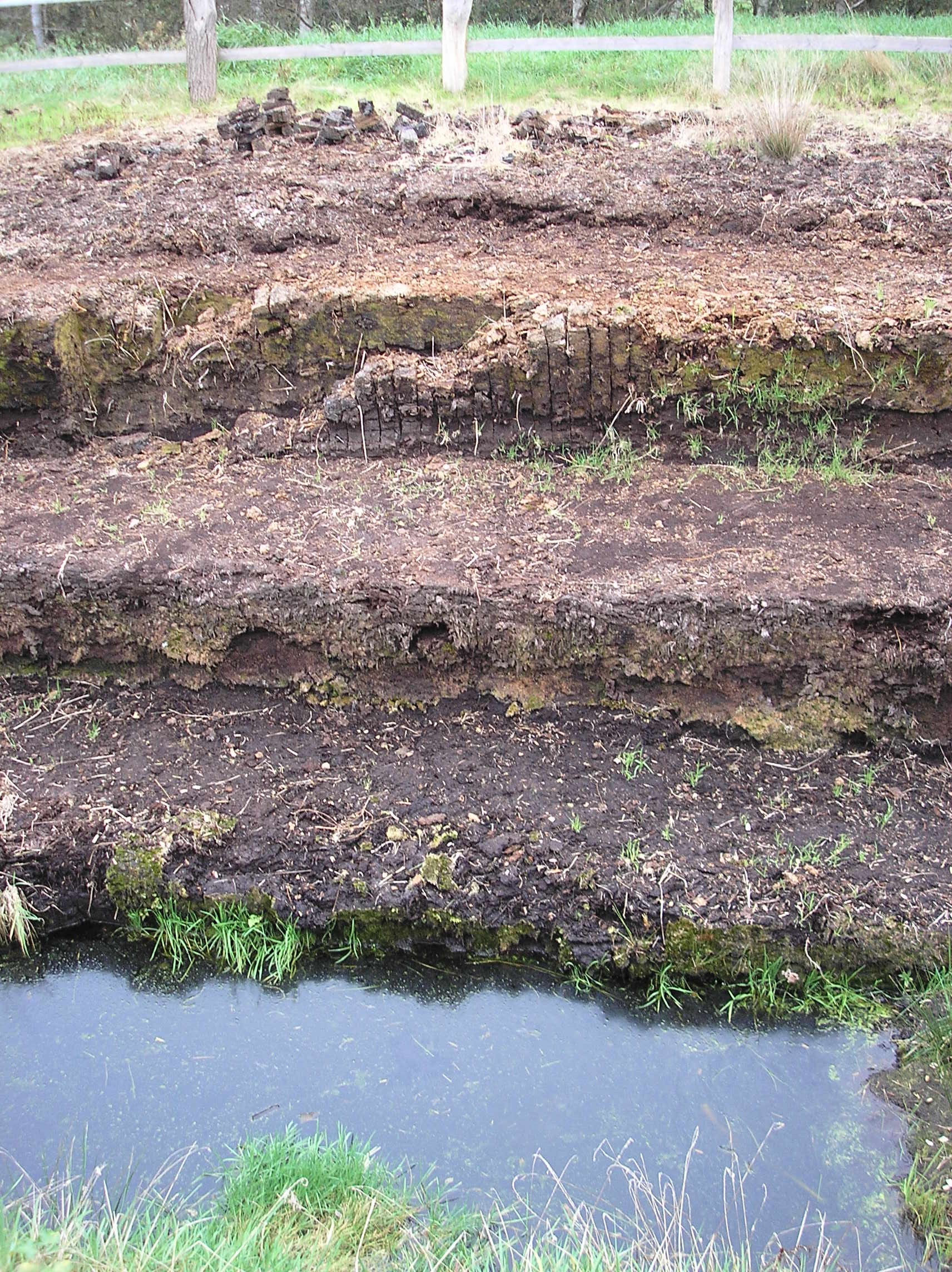
Diferents capes d'una torbera alta, de dalt a baix: restes de plantes, torba blanca i torba negra.

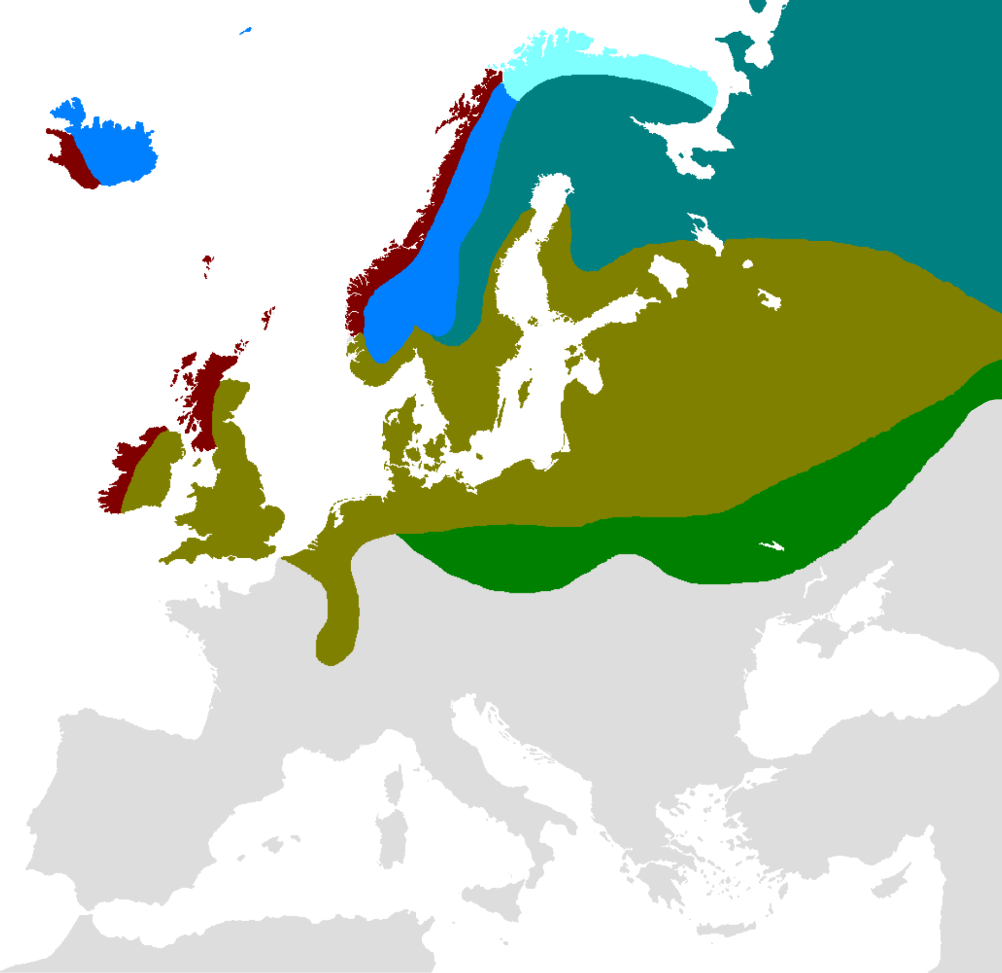
Torberes a Europa (segons O. Polunin i M. Walters, 1980).

Una torbera alta o torbera ombrogènica és un tipus de torbera a la qual l'aportació d'aigua depèn exclusivament de les precipitacions, per això és una zona humida àcida i pobre en minerals, un biòtop on la flora i la fauna s'ha d'adaptar a aquestes condicions extremes. Les torberes altes es troben principalment en zones amb clima fred i humit com la taigà. Com que l'aigua de pluja conté molt poca quantitat de minerals, la vegetació predominant d'una torbera alta són les molses del gènere Sphagnum (esfagne). És l'estadi final de l'evolució d'una torbera. Les torberes elevades, a diferència dels pantans, s'alimenten exclusivament de la precipitació (ombrotrofia) i de les sals minerals introduïdes des de l'aire. Per tant, representen un tipus especial de torbera, hidrològica, ecològicament i en termes de la seva història de desenvolupament, en la qual el creixement de les torberes durant segles o mil·lennis juga un paper decisiu. També difereixen en caràcter dels pantans de mantes que són molt més primes i es troben en zones climàtiques més humides i ennuvolades.
Les torberes elevades estan molt amenaçades pel tall de torba i la contaminació per sals minerals de les terres circumdants (a causa de l'agricultura i la indústria). Les últimes grans regions de torberes elevades es troben en l'oest de Sibèria i el Canadà.

## Terminologia
El terme torbera elevada es deriva del fet que aquest tipus de torbera augmenta en altura amb el temps com a resultat de la formació de torba. Són com a esponges de torba, plenes d'aigua, que formen una forma més o menys de cúpula en el paisatge. A l'Alemanya, el terme Hochmoor ("torbera alta"), es refereix estrictament només a les torberes clàssiques amb forma de lent del nord-oest d'Alemanya. Les torberes no estan influenciades per aigües subterrànies o superficials riques en minerals, sinó que s'alimenten exclusivament de precipitacions, principalment aigua de pluja, d'aquí la seva denominació alternativa alemanya de Regenmoor o "torbera de secà". Per tant, aquest últim es refereix a totes les torberes, no sols a les quals són arquejades o lleugerament arquejades, però que, no obstant això, es caracteritzen per una deficiència extrema de sals minerals i altres propietats ecològiques resultants.

## Formació i desenvolupament

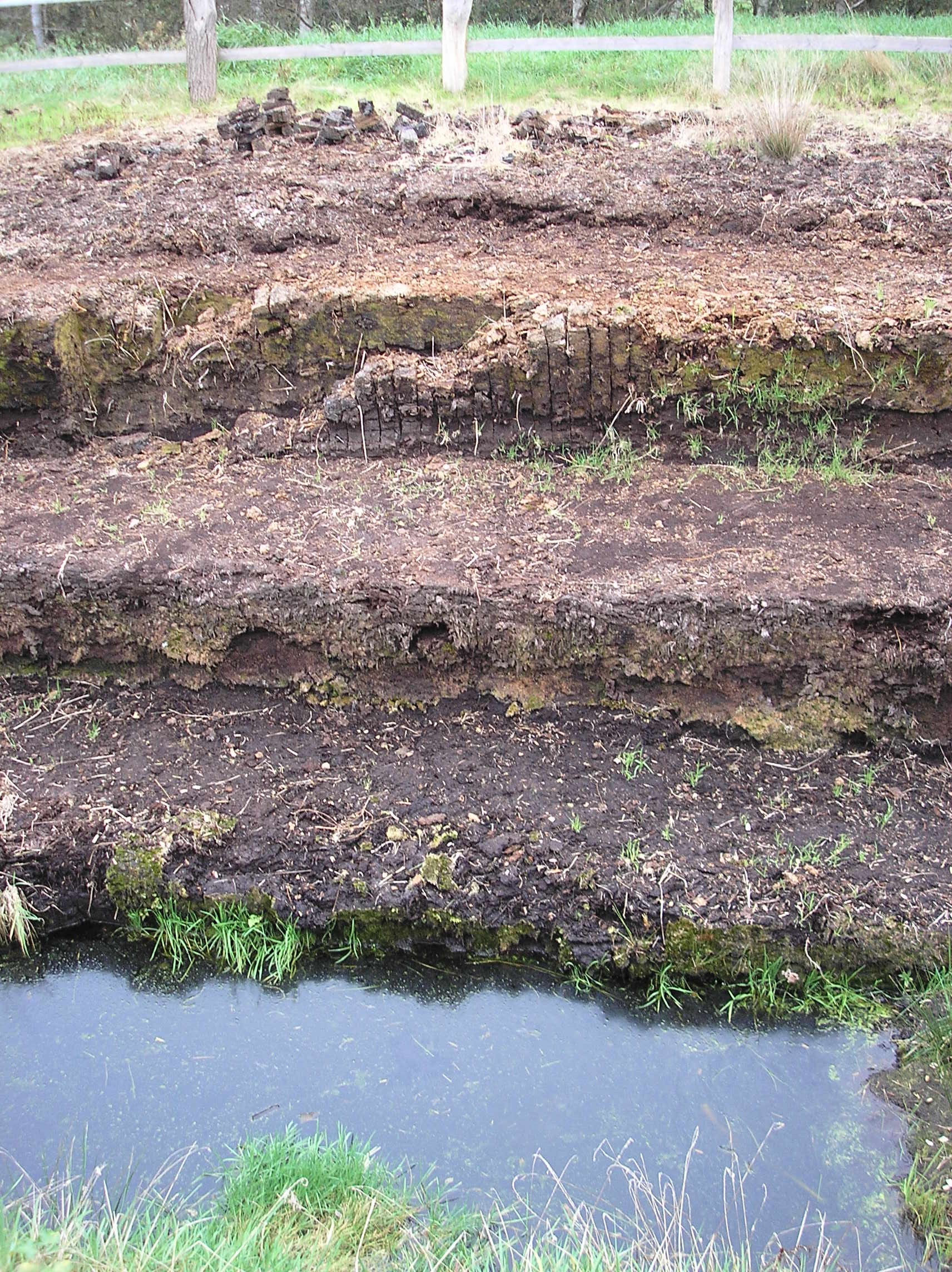
Capes d'una torbera elevada: restes de plantes, torba blanca i torba negra (des de la part superior)

Una torbera elevada viva necessita un clima humit i equilibrat en el qual créixer. La quantitat de precipitació ha de ser major que les pèrdues d'aigua per descàrrega i evaporació. A més, la precipitació ha de distribuir-se uniformement al llarg de l'any.
Les torberes elevades a Europa s'han estat desenvolupant durant uns 11.000 anys, des del començament de l'Holocè i després de la retirada de l'última capa de gel. Pel que fa als seus orígens, es fa una distinció entre torberes lacustres o "torberes elevades formades per sediments (Verlandungshochmoore) i "torberes elevades formades per llots (wurzelechte Hochmoore). La primera va sorgir en un procés secundari després de la sedimentació de llacs o meandres (veure il·lustració a la dreta en la seqüència). Al principi, les torberes van emergir sota la influència de les aigües subterrànies (minerotròfia). Deficiències d'oxigen i alta l'acidesa en el substrat constantment humit va inhibir la descomposició de les parts mortes de la planta i va conduir a la formació de torba.
Per tant, la torbera elevada s'eleva molt lentament sobre l'aigua subterrània a nivell, d'aquí el seu nom. A mesura que la torba resultant s'eleva lentament per sobre de la influència de les sals minerals en l'aigua subterrània, arriba a un punt en el qual el desenvolupament de la torbera elevada comença a canviar en la naturalesa; és a dir, la torbera ara s'alimenta únicament d'aigua de pluja, que és baixa en sal. Per contra, les torberes elevades formades per fang es creen directament sobre el substrat mineral d'àrees baixes en sal sense que s'hagin format inicialment com a torberes (vegeu la figura a l'esquerra en la seqüència). Es formen com un pantà primari a causa de l'erosió de sòls minerals prèviament secs, per exemple a causa del desmunt, el canvi climàtic o la infiltració, o com un procés secundari com a resultat del creixement d'un pantà elevat en el sòl mineral veí. La formació d'una torbera elevada típica és un procés molt lent, que dura de segles a mil anys fins i tot en condicions favorables, condicions inalterades. A més, hi ha una sèrie de torberes de transició i intermèdies, que combinen de diferents formes característiques tant de les torberes elevades com dels marenys.
Els principals constituents de la torba són les torberes desarrelades que creixen lentament en altura mentre que al mateix temps la capa inferior es converteix en torba a mesura que s'exclou l'aire. Depenent de la ubicació geogràfica, diverses espècies de torba estan involucrades en la construcció d'un pantà elevat. La taxa de creixement de la capa de torba és de només un mil·límetre per any.

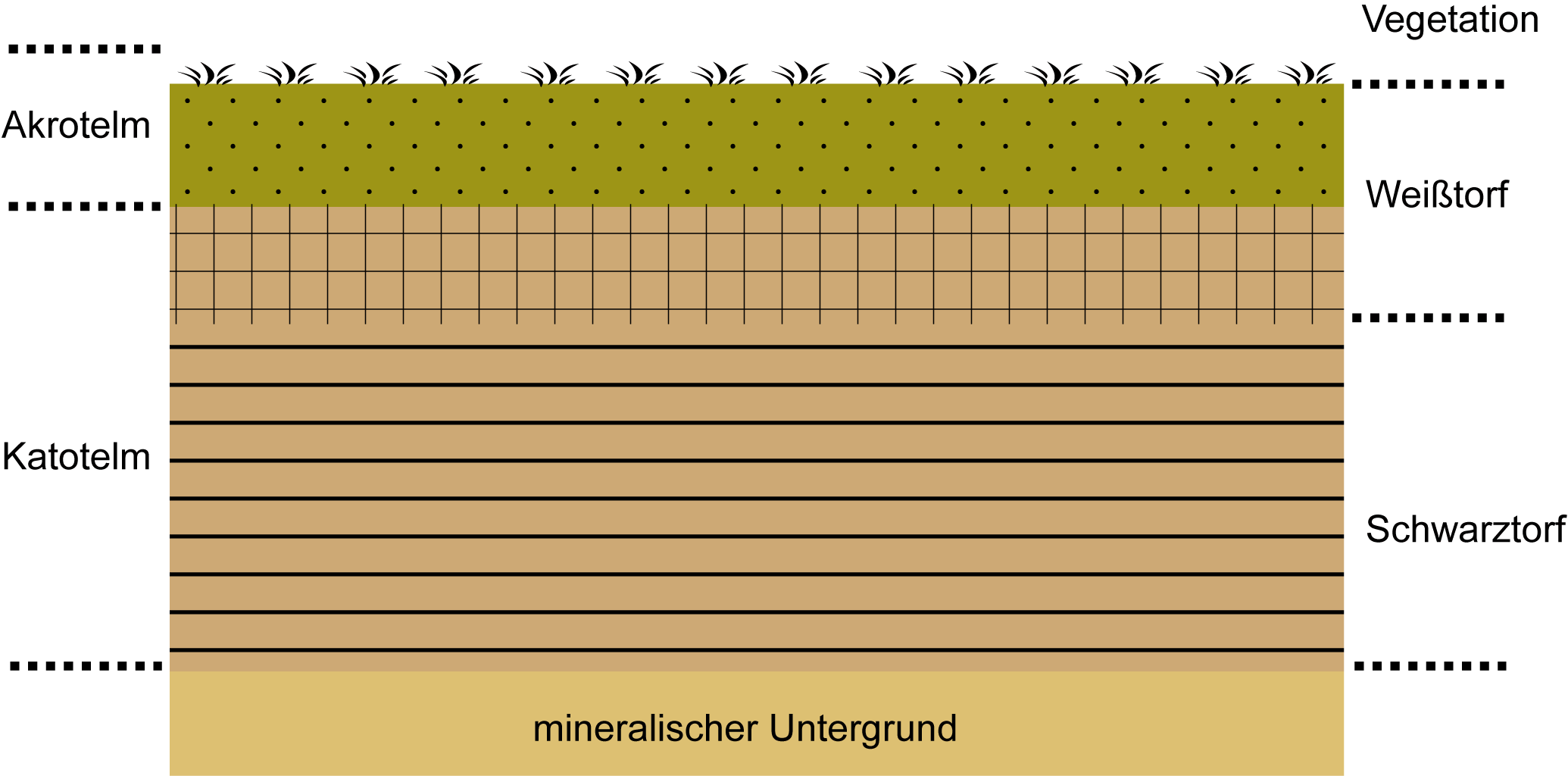
Estructura d'una torbera en creixement

Les torberes en creixement es poden dividir en dues capes. El 'acrotelm' (grec : akros = més alt; telma = pantà) és la part superior i inclou la capa de vegetació i el 'pis' del pantà. Aquí es creen substàncies orgàniques fresques (horitzó de formació de torba) pel creixement i la mort d'elements vegetals. El "catotelm" (grec: kato = a baix) és la part subjacent saturada d'aigua amb menys activitat biològica. Aquesta capa es compta com a subsol geològic a causa dels petits processos de formació de terra que encara estan en curs i es coneix com a horitzó de preservació de torba (Torferhaltungshorizont). En les torberes elevades, la capa superior de torba es diu torba blanca, ja que consisteix en gran part de torba de color marró clar sense descompondre. La capa inferior és de torba negra, que ja està ben humitejada i té un color marró negrós amb restes vegetals encara recognoscibles.

## Tipus i distribució
La formació de torberes elevades depèn del clima, és a dir, la quantitat de precipitació i la velocitat d'evaporació, que al seu torn estan determinades de manera decisiva per la temperatura. A més, el relleu del terreny influeix en el comportament de la descàrrega d'aigua i, per tant, en la forma d'un pantà elevat. Això dona lloc a limitacions geogràfiques per a la formació de torberes elevades. Les condicions favorables per al desenvolupament de torberes elevades es troben principalment a Amèrica del Nord (el Canadà i Alaska), Europa del Nord i Sibèria Occidental, Amèrica del Sud, Sud-est d'Àsia i en la Conca de l'Amazones. En aquestes regions s'han format torberes de tota mena i dipòsits de torba de quatre milions de quilòmetres quadrats, que cobreixen el tres per cent de la superfície terrestre. En l'hemisferi sud, rares vegades es formen torberes riques en minerals. Només en Terra del Foc existeixen torberes elevades amb torba. Els països amb més torberes dels tròpics es troben en el sud-est asiàtic. En molts casos, encara no és clar com han sorgit aquests pantans, ja que les molses estan completament absents aquí.

### Torberes costaneres
Les torberes costaneres (Planregenmoore) o les torberes atlàntiques, com suggereixen els seus noms, tendeixen a formar-se prop del mar. A més, a les regions cobertes per torberes, també hi ha torberes costaneres lleugerament convexes amb relleu superficial de baixa energia en ubicacions anivellades. La distribució de les torberes costaneres a Europa s'estén des d'Irlanda cap a l'est a través del sud de Noruega fins al sud-oest de Suècia i al nord fins a les Lofoten. A l'Amèrica del Nord hi ha pantans costaners en la zona dels Grans Llacs (especialment a Minnesota i Ontario). Les torberes costaneres també s'alimenten exclusivament de la pluja.

### Torberes d'altiplà
A les regions climàtiques del nord-oest d'Europa amb menor influència oceànica (menor precipitació), les torberes elevades adopten la forma clàssica de lent i es denominen pantans d'altiplà o pantans elevats d'altiplà (Plateauregenmoore). Creixen amb més força en el centre que en els marges. Això dona com a resultat que el centre de la torbera s'engruixi, d'aquí el nom "torbera elevada". Aquesta inflor pot tenir diversos metres d'altura. Com a resultat, el perímetre del pantà està més o menys inclinat i es coneix com a rand. Els costats de les torberes inclinats més grans són travessats per canals de drenatge o banys (Rüllen) a través dels quals es descarrega l'excés d'aigua.
Altres estructures característiques d'aquestes torberes elevades són el nucli de torbera elevada pla, sense arbres, amb el seu característic microrelleu de depressions humides poc profundes o flarks (Schlenken) que s'alternen amb monticles (Bülten) de torba més seca. Les acumulacions més grans d'aigua en el mitjà de les torberes es denominen kolks o estanys de pantans (d'aigua rica en àcid húmic); l'àrea humida en els marges exteriors es coneix com a fossat o retard.
Les torberes ombrotròfiques genuïnes en la plana del nord d'Alemanya generalment es divideixen bruscament en dues capes: una capa de torba negra subjacent, que està fortament descomposta, i una capa de torba blanca superposada que està menys descomposta. Aquesta diferència és el resultat de canvis en la hidrologia del pantà. La torba blanca va créixer més ràpidament en condicions d'humitat que la torba negra. Això s'atribueix a un canvi climàtic amb alta precipitació i baixa evaporació al voltant de 1000 a 500 aC.  Com a resultat, el creixement de la torba va créixer localment i es va formar la capa límit de torba negra / torba blanca, encara que això no es va desenvolupar simultàniament en totes les torberes elevades.

### Torberes de muntanya o terres altes
Les torberes elevades també es troben en regions de terres altes riques en precipitacions en els nivells montans i, més rarament, alpins (és a dir, per sobre de la línia d'arbres). Com a resultat del terreny inclinat, sovint tenen un aspecte característic, asimètric o no concèntric. Les torberes muntanyenques o de terres altes poden dividir-se topogràficament en:
- Torberes d'altiplà en terreny pla
- Torberes de vessant: torberes en vessants que no són autèntiques torberes que es filtren (Durchströmungsmoore); les parts superiors de la torbera són alimentades amb major força per l'aigua entrant i solen ser planes. Les parts inferiors s'alimenten exclusivament d'aigua de pluja i poden tenir un gruix considerable. El rand inferior sol ser molt empinat i no sol haver-hi una zona humida o ressagada típica (vegeu a dalt). Els kolks, els estanys poc profunds (Blänken) i els banys es produeixen com en les torberes elevades clàssiques.
- Les torberes de cadira de muntar: generalment les torberes allargades en els passos de muntanya, que són alimentades en part per l'aigua dels vessants dels flancs, són rars; els seus marges s'assemblen a les torberes dels vessants, l'àrea central s'assembla més a una torbera d'altiplà.
- Les torberes de cim i cresta - molt rares

Tots aquests tipus de torberes poden ocórrer en els marges de les torberes de les terres baixes, és a dir, torberes, o passar a ells.

### Torberes de Kermi
Els pantans de kermi (Kermimoore, Schildhochmoore, Strangmoore o Blankenmoore) o els pantans elevats de kermi tenen només una forma lleugerament voltada. La superfície del pantà s'eleva constantment des de l'àmplia zona de retard. Kermis té monticles de torba amb forma de cresta, que estan alineats amb els contorns del pantà. Les flarks o depressions allargades generalment tenen forma de tina i a penes es distingeixen externament dels kolks. En la zona central d'aquests pantans, sempre hi ha grans kolks. En el nord de Rússia i l'oest de Sibèria, les kermis ocorren amb freqüència en complexos gegants on els pantans s'han convertit entre si. Kermis també es troben a Finlàndia en el centre i nord en zona de bosc boreal.

### Pantans de cordes
Els pantans de cordes o pantans d'aapa (Aapamoore o Strangmoore) es troben típicament en la franja nord de l'àrea de distribució dels pantans elevats, en la zona subpolar, al nord de la latitud 66 en l'hemisferi nord. Aquí, els pantans elevats només es troben com a illes dins dels aiguamolls proveïts per aigua del sòl mineral. En terreny pla, aquestes illes estan distribuïdes irregularment; en els vessants formen crestes paral·leles als contorns i en angle recte amb la línia de pendent. Les crestes separen buits pantanosos de sòl mineral conegut per la paraula finlandesa rimpis. L'àrea de distribució principal dels pantans de cordes són els pujols escandinaus, el centre de Finlàndia, Kareliay el nord de Sibèria. A Amèrica del Nord, Alaska és la ubicació principal dels pantans de cordes, gràcies al seu clima continental fred. L'acció de les gelades juga un paper important en aquests pantans. En les crestes o monticles, es troba gel molt fins a principis de l'estiu.

### Palsa
Les torberes de Palsa (Palsamoore o Palsenmoore) es troben en els marges dels sòls de permafrost àrtic (tundra). Aquí, les crestes de les torberes de cordes poden convertir-se en monticles de diversos metres d'altura. Igual que les torberes, les anomenades palsa es troben amb freqüència dins de torberes alimentades per aigua mineral del sòl. Alguns estan envoltats de buits plens d'aigua, semblances a rases. La formació de torba és limitada; aquests pantans són dipòsits de torba de períodes interglacials més càlids i no van experimentar l'aixecament del seu nucli intern de gel fins que el clima es va tornar més fred. Aquestes lents de gel augmenten de grandària d'un any a un altre com a resultat de la congelació-descongelació per processos de l'aigua circumdant. Les baixes temperatures eviten la descomposició total de la matèria orgànica.

### Torberes poligonals

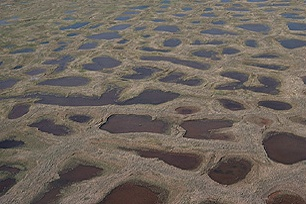
Una torbera poligonal formada per estanys plans amb la característica estructura poligonal.

Les torberes poligonals (Polygonmoore) estan molt esteses en les planes àrtiques i subàrtiques de Sibèria i Amèrica del Nord i cobreixen vastes àrees. Estan associades amb torberes estampades i tascons de gel. Una capa escassa de vegetació formadora de torba pot ocórrer en les àrees internes en forma de bresca d'aquest terreny amb patró de gebre (crioturbació) i s'alimenta durant els estius curts amb suficient humitat, perquè els marges poligonals elevats eviten que l'aigua de desglaç es dreni. Les capes de torba poden aconseguir un gruix de 0,3 a 1 m.

## Distribució a l'hemisferi nord

### Àsia
L'àrea de torberes elevades de Sibèria occidental cobreix 700.000 km². Les grans torberes tenen cúpules en el centre de fins a 10 m d'altura. Són predominantment del tipus torbera kermi. Representen probablement la torbera elevada més important del món. La torbera Vasyugan en aquesta regió, és el sistema de torberes més gran de la terra i cobreix més de 50.000 km². S'estima que conté més de 14 mil milions de tones de dipòsits de torba.

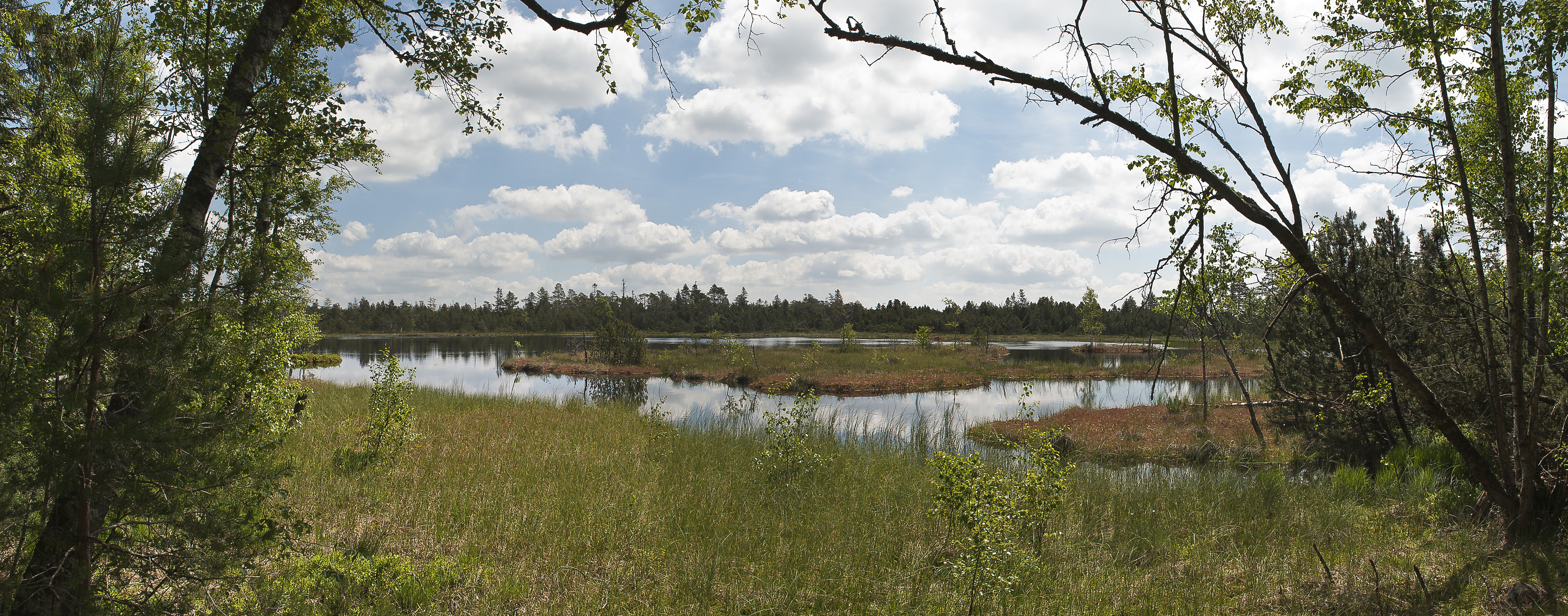
Una torbera elevada, la Wildsee, prop de Bad Wildbad en la Selva Negra.

### Europa
Les àrees de les torberes elevades d'Europa central més grans són la zona costanera del sud del Mar del Nord i el antepaís alpí. Igual que a Amèrica del Nord, hi ha una successió de tipus de pantans elevats al llarg de la línia de descens cap a l'oceà, de nord-oest a sud-est. Com a resultat de l'ús de torba, s'han collit i conreat torberes elevades per a torba, a més d'uns pocs romanents (menys del 10% de l'àrea original). La torbera elevada contigua més gran d'Europa central va ser la Bourtange Moor, que originalment cobria una àrea d'aproximadament 2300 km², inclosa la part holandesa, però només queden petites seccions. La torbera elevada més gran que queda en el nord d'Europa és Lille Vildmose de 76 km². Altres grans torberes elevades són els Teufelsmoor al nord-est de Bremen, el Vehnemoor (esgotat) i el Esterweger Dose (anteriorment uns 80 km², esgotat) entre Oldenburg i Papenburg. Les torberes elevades de les terres altes centrals del Harz, Solling, el bosc de Turíngia ( Großer Beerberg, Schneekopf - Teufelsbad, Fichtenkopf, Saukopf), les muntanyes gegants, les muntanyes minerals, Fichtel i Rhön (Black Moor, Xarxa Moor) són, per contra, comparativament petit. A la Selva Negra el Wildseemoor ha estat protegit i, als Vosges a le Tanet, al nord del Col de la Schlucht, s'ha protegit una gran àrea. El Foreland alpí, que es va formar per la glaciació de l'edat de gel, també és ric en torberes. El Wurzacher Ried (Haidgauer Regenmoorschild) es considera la torbera elevada més gran i més ben conservada d'Europa central. Altres torberes i torberes elevades inclouen Federsee, High Fens a la frontera germànic-belga, Ewiges Meer prop de Aurich i Lengener Meer prop de Wiesmoor. En 2003, Estònia va exportar 3,6 milions de m³ de torba per a ús en jardins d'Europa occidental, més del 60% de la producció estatal. A Lituània, el 60% de la superfície de torba utilitzable s'ha preparat per a l'extracció o ja està esgotada.

#### Irlanda
Lough Lurgeen Bog i Glenamaddy Turlough Bog contenen molt bons exemples dels hàbitats de l'Annex 1: pantà elevat actiu, turlough (tots dos hàbitats prioritaris), pantà elevat degradat (capaç de regeneració) i vegetació de depressions (rhynchosporion). Aquests hàbitats es consideren un dels millors exemples a Irlanda a causa de la seva grandària relativament gran i els nivells generalment baixos de pertorbació. En el formulari Natura compilat per al lloc, la torbera elevada activa va rebre una qualificació de (valor excel·lent) que emfatitza la importància del lloc. Els hàbitats de pantans elevats són ara molt rars a Europa i s'ha estimat recentment que la República d'Irlanda conté el 50% dels sistemes de pantans elevats oceànics relativament intactes a Europa.
El lloc conté la segona àrea més gran de superfície de torbera elevada intacta a Irlanda. La combinació d'hàbitats de torberes elevades, llacs oligotròfics i torberes és única a Irlanda i, per tant, tot el sistema és molt important tant des d'una perspectiva hidrològica com ecològica.

### Amèrica del Nord
Una regió de torberes s'estén des d'Alaska en l'oest fins a la costa de l'Atlàntic en l'est, i és comparable en grandària a la de Sibèria occidental. Una zona de torberes elevades voltades bufona amb les zones de pantans de palsa i pantans de cordes. En la direcció de descens cap a l'oceà, es troben pantans de manta a l'est de la badia d'Hudson. Aquests són reemplaçats cap a l'oest per torberes d'altiplà en l'àrea dels grans llacs i, finalment, per torberes de kermi.